# Ioan Plascari
Ioan Plascari (Ion Ploscaru) a fost un politician moldovean, ales în Sfatul Țării.

## Sfatul Țării
Ioan Plascari, de naționalitate moldovean, a fost ales în Sfatul Țării cu vot universal de zemstvoul ținutului Chișinău.

## Galerie

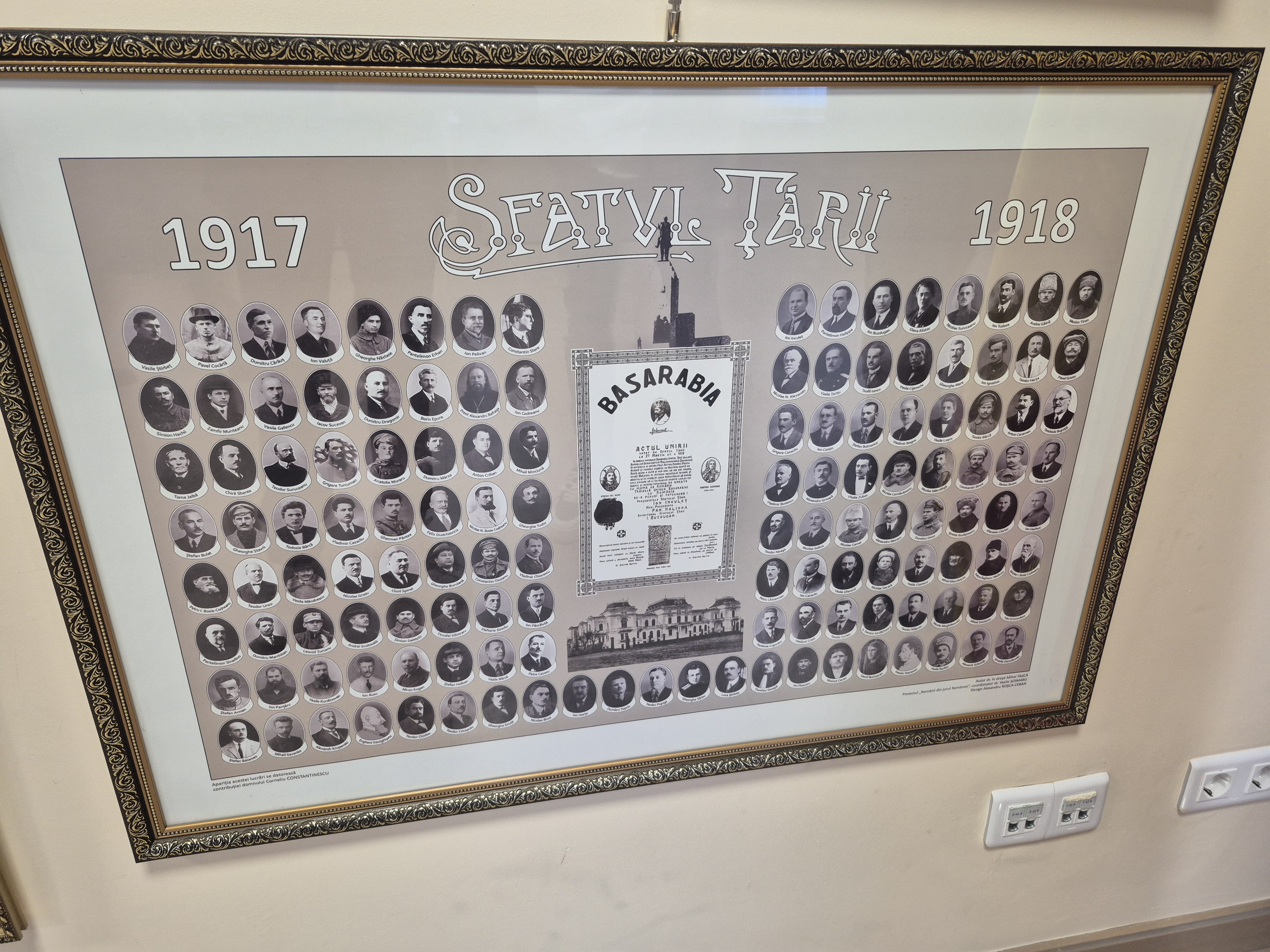